# Список послов России в Саксен-Веймаре
В статье представлен список послов России в Саксен-Веймаре.

## Хронология дипломатических отношений
- 18.. г. — установлены дипломатические отношения.
- 19 июля 1914 г. — дипломатические отношения разорваны после объявления Германией войны России.

## Список послов
| Срок полномочий                  | Посол                          | Годы жизни | Комментарии                                               |
| -------------------------------- | ------------------------------ | ---------- | --------------------------------------------------------- |
| 27 апреля 1815 — 9 мая 1829      | Василий Васильевич Ханыков     | 1759—1829  | Посланник                                                 |
| 17 апреля 1828 — 10 февраля 1841 | Василий Александрович Санти    | 1788—1841  | Поверенный в делах                                        |
| 1841 — 6 октября 1865            | Аполлон Петрович Мальтиц       | 1796—1870  | Поверенный в делах до 25 февраля 1858, затем посланник    |
| 6 октября 1865 — 17 декабря 1866 | Карл Александрович Петерсон    | 1819—1875  | Посланник                                                 |
| 1 января 1867 — 4 июля 1870      | Феликс Казимирович Мейендорф   | 1834—1871  | Посланник                                                 |
| 4 июля 1870 — 13 июля 1882       | Карл Карлович Толь             | 1834—1893  | Поверенный в делах до 1 июля 1876, затем министр-резидент |
| 7 августа 1882 — 8 февраля 1897  | Карл Андреевич Гельцке         | 1826—1910  | Министр-резидент                                          |
| 8 февраля 1897 — 1902            | Андрей Андреевич Будберг       | 1836—1916  | Министр-резидент                                          |
| 1903 — 1904                      | Маврикий Эдуардович Прозор     | 1849—1928  | Министр-резидент                                          |
| 1904 — 1908                      | Георгий Александрович Гревениц | 1857—1939  | Министр-резидент                                          |
| 1908 — 19 июля 1914              | Арист Владимирович Вольф       | 1858—1924  | Министр-резидент                                          |